# Maison du Vachat
La maison du Vachat (ou maison du Gouverneur) est une maison située à Belley, en France.

## Présentation
La maison est située dans le département français de l'Ain, sur la commune de Belley. L'édifice est inscrit au titre des monuments historiques en 1973.